# Burenziege

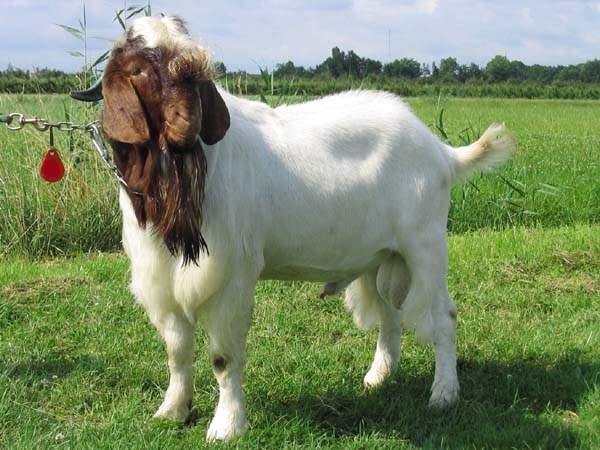
Burenziege

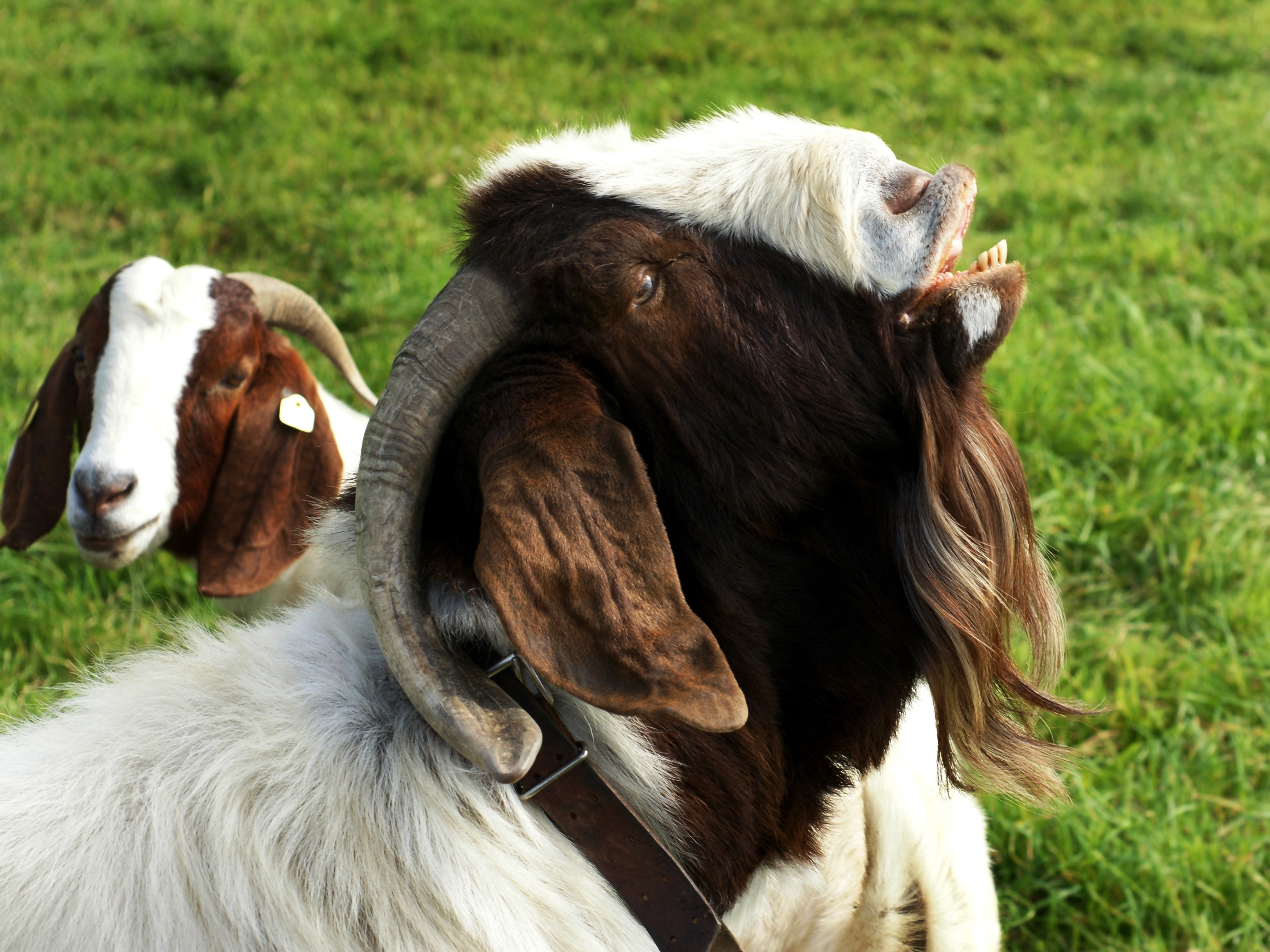
Beim Flehmen

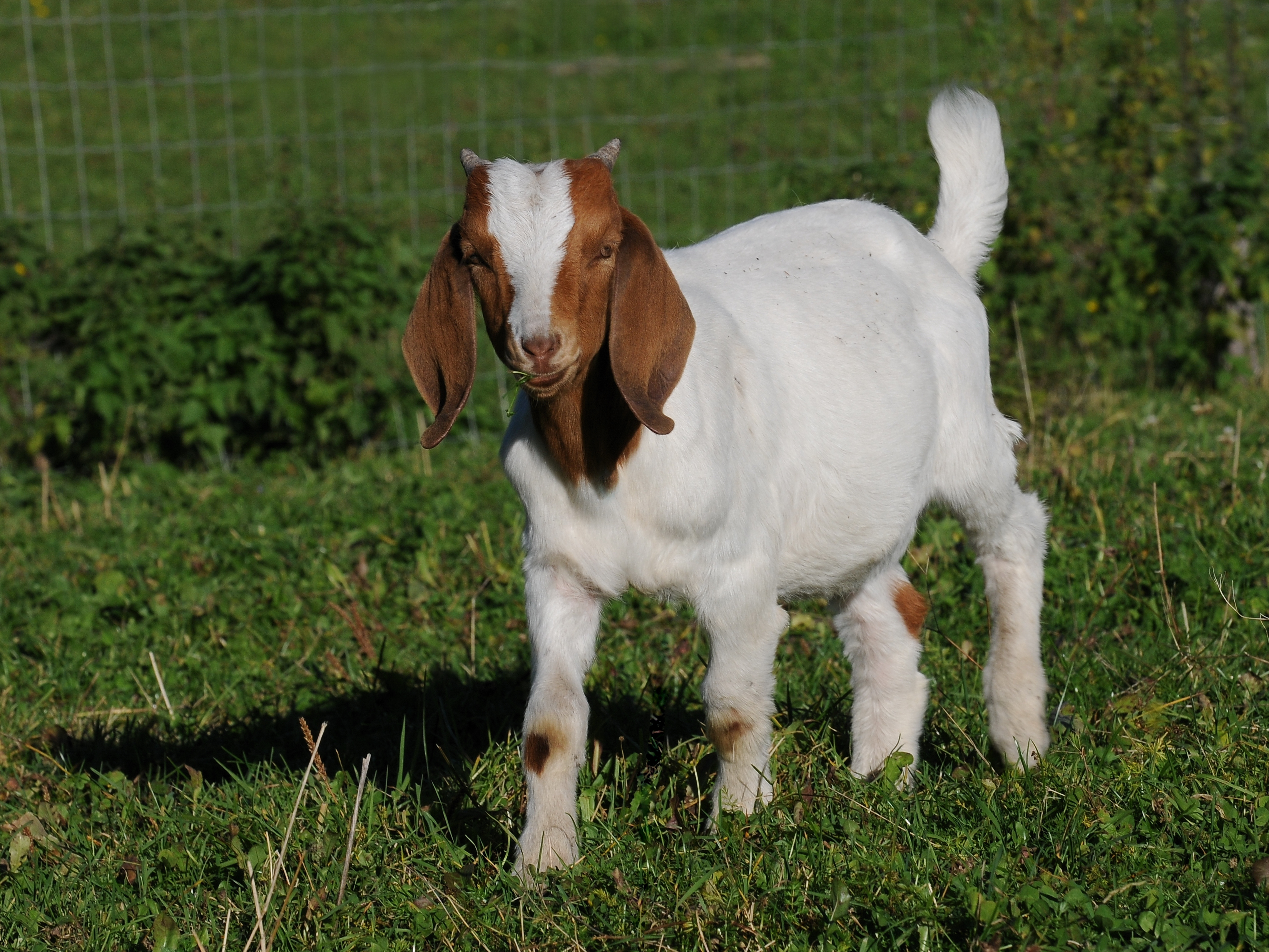
4 Monate altes Jungtier

Die Burenziege, eine Fleischziegenrasse, ist eine Rasse der Hausziege, die ihren Ursprung in Südafrika hat und vor allem zur Fleischerzeugung gezüchtet wird. Sie stammt von der Hottentottenziege ab, die wiederum ein Abkömmling der Nubischen Ziege ist. In die Rasse wurden auch Ziegen aus Europa und Indien eingekreuzt. Ein südafrikanischer Zuchtverband existiert seit 1959. Seit 1977 gibt es diese Rasse auch in Deutschland.

## Beschreibung
Die Burenziege ist eine große, kompakte Ziege, die überwiegend weiß ist und einen kräftigen, braungemusterten Kopf mit Ramsnase und kinnlangen Hängeohren besitzt. Die Kopffarbe kann bei der Bure allerdings zwischen schwarz-braun, rost-braun, caramel, weiß und bunt variieren. Alle möglichen Zeichnungen (z. B.: breite Blessen, kleine Blessen, Sterne, Flecken und Brillen) können auftreten. Ein einfarbig rotbrauner Farbschlag ist auch zugelassen. Dieser Farbeinschlag wird umgangssprachlich Kalahari red oder Red Kalahari genannt und erfreut sich in Deutschland wachsender Beliebtheit. Der einfarbige rotbrauner Farbschlag ist in den verschiedenen Zuchtverbänden mittlerweile ohne Einschränkung zugelassen. Der Farbton reicht von schwarz-braun über rost-braun bis caramel. Im Ursprungsland Südafrika oder auch in Australien ist dieser Farbeinschlag als separate Ziegenrasse geführt.

## Verbreitung
Ursprünglich kommt die Burenziege aus Afrika. Nach Deutschland kam die Burenziege im Rahmen der Verdrängungskreuzung zum Aufbau der Fleischziegenzucht. Die ersten Tiere kamen über die Universität Gießen und 1978/1979 über den Zoo "Wilhelma" nach Deutschland. Später wurden Sperma und auch Embryonen importiert.

## Bedeutung
Eine gute Ziege besitzt an jeder Euterseite höchstens zwei Zitzen. Wegen ihrer geringen Milchleistung wird sie nicht gemolken. Die Körpermasse von kastrierten Böcken kann bis zu 140 kg betragen. Die Lämmer erreichen eine Gewichtszunahme pro Tag von 140 bis 250 g. Nach 100 Tagen können sie damit eine Lebendmasse von bis zu 24 kg erzielen. Die Rasse ist außerdem sehr fruchtbar: drei Ablammungen in zwei Jahren, wobei durchschnittlich zwei Lämmer geboren werden, sind möglich.
Die Besonderheit der Burenziege ist es, ein schmackhaftes, zartes Fleisch zu besitzen, dem der typische Ziegengeruch fehlt.

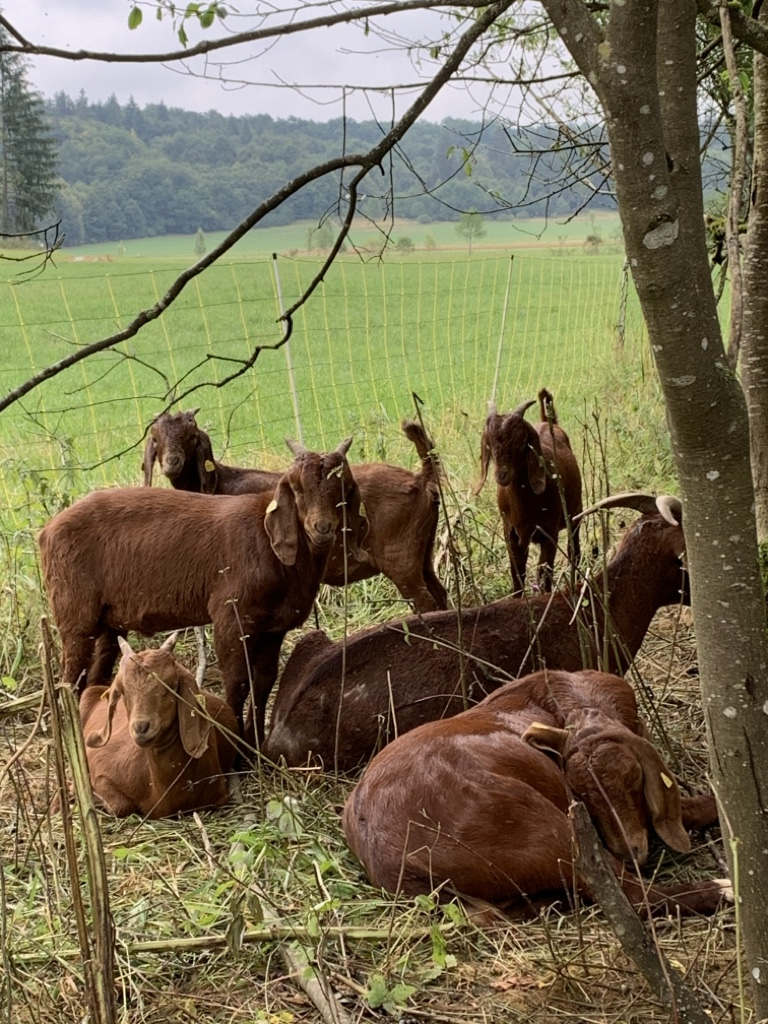
Kalahari Red Mutterziegen mit Lämmer im Lonetal

## Landschaftspflege

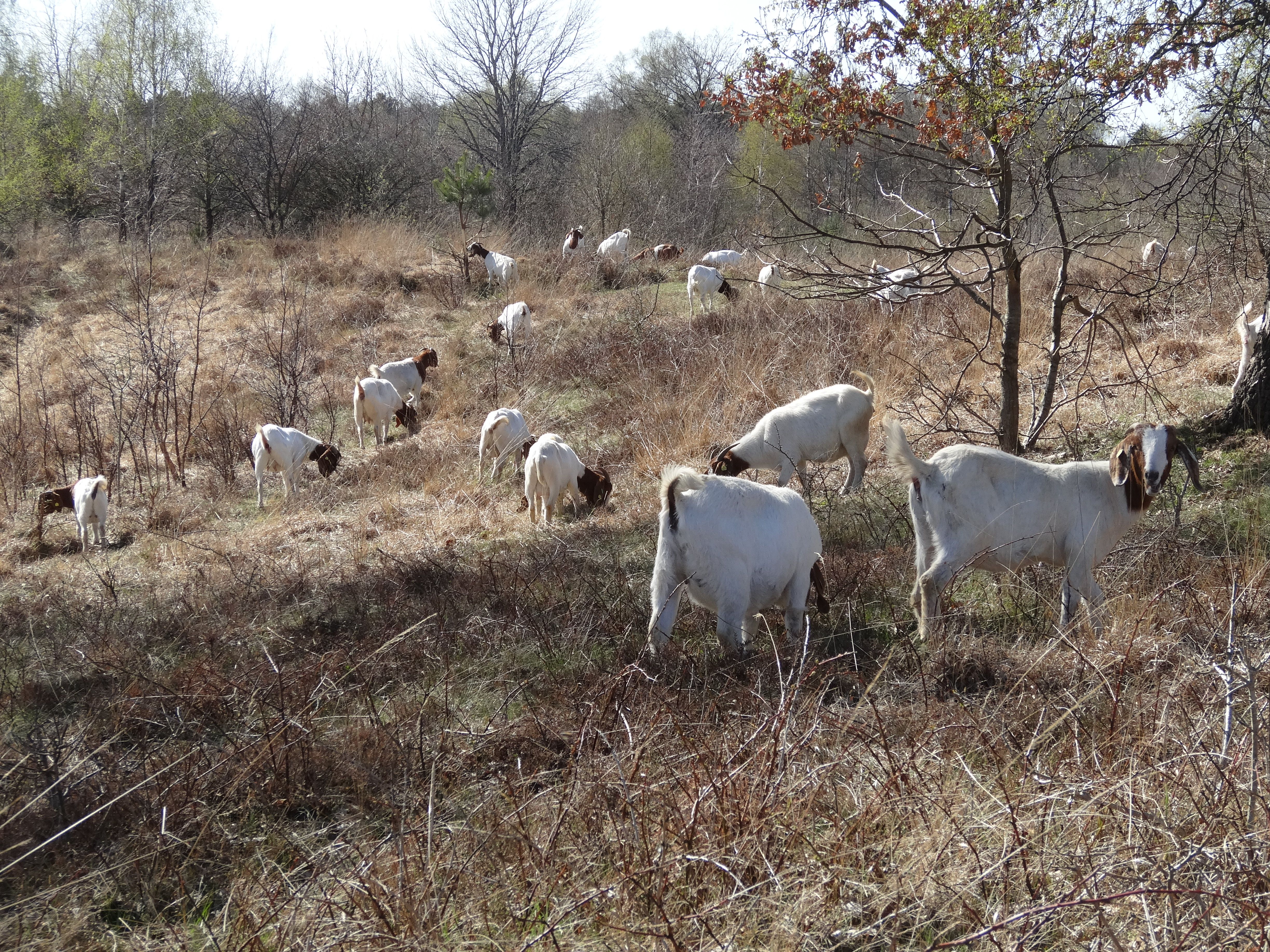
Burenziegen als Landschaftspfleger im Naturschutzgebiet Binnendünen Nordoe

Ihre Geländegängigkeit und die Tatsache, dass die kitzführende Geiß nicht gemolken werden muss, prädestiniert sie für den Einsatz in der Landschaftspflege, um die Verbuschung in extensiv genutzten Weidelandschaften in den Griff zu bekommen. Als typischer Laubfresser ist sie in der Lage (zum Teil auf den Hinterbeinen stehend) Sträucher bis in eine Höhe von 1,80 m zu verbeißen oder nach einer Rodung den Wiederaufwuchs zu schwenden.

## Forschung
Fiona Menzi aus Österreich hat ihre Doktorarbeit am Institut für Genetik der Uni Bern zur Farbvererbung der Burenziegen geschrieben. Es wurden 358 Blutproben analysiert. Ergebnis der Erbgutanalysen war, dass die heute überwiegend weißen Burenziegen aufgrund einer Mutation aus den braunen Ziegen entstanden sind.

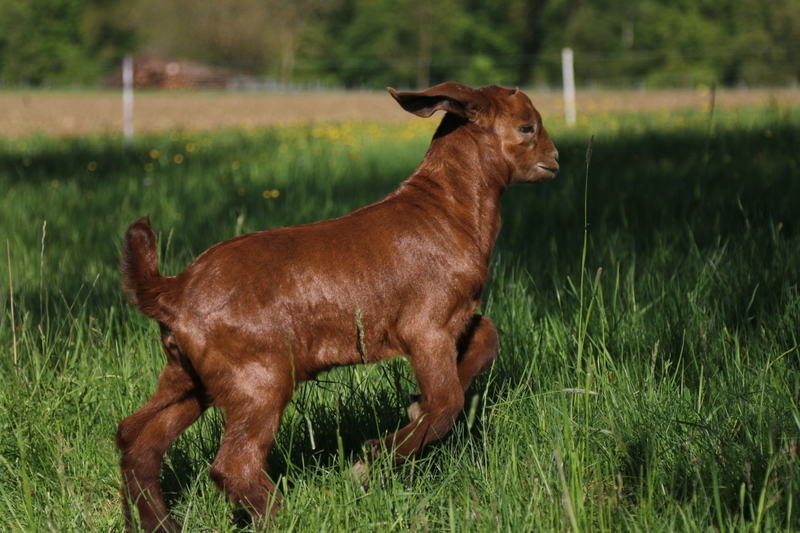
Kalahari-Red-Lamm